# Dallas Cowboys
Dallas Cowboys – zawodowy zespół futbolu amerykańskiego z siedzibą we Frisco w stanie Teksas. Pięciokrotny mistrz całej ligi NFL w latach: 1971, 1977, 1992, 1993, 1995. Domowe mecze rozgrywają na AT&T Stadium w Arlington w Teksasie. Cowboys są drużyną NFL od 1960. W 2020 roku została uznana przez Forbesa za najdroższą (5.5 mld $) drużynę sportową na świecie.

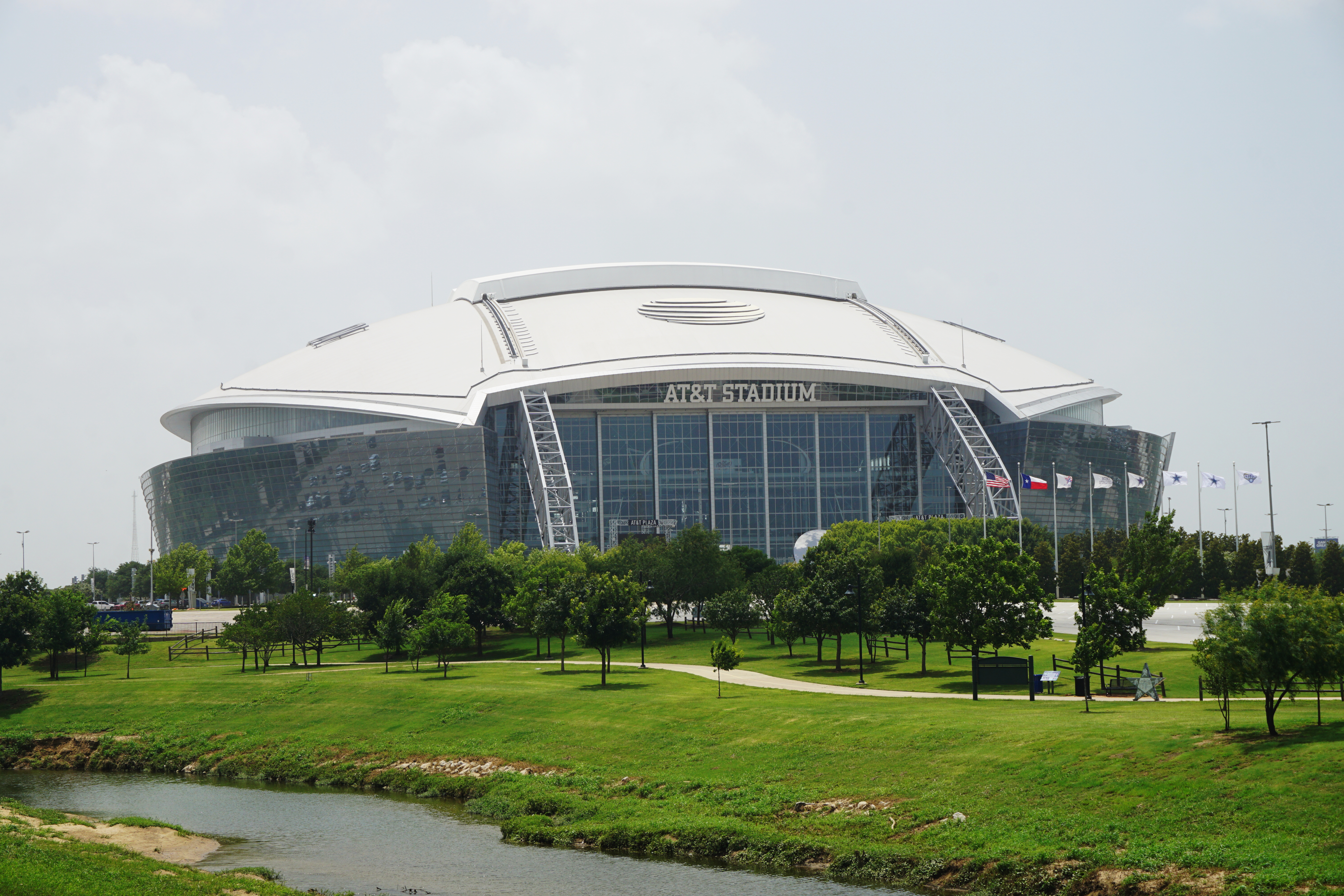
AT&T Stadium

Drużyna występuje w Dywizji Wschodniej konferencji NFC ligi NFL. Ich obecnym trenerem jest Mike McCarthy, a podstawowym rozgrywającym Dak Prescott.